# Kentucky Thoroughblades
Die Kentucky Thoroughblades waren ein US-amerikanisches Eishockeyfranchise der American Hockey League aus Lexington im Bundesstaat Kentucky. Sie spielten von 1996 bis 2001 in der Rupp Arena. Das Team wurde nach der Saison 2000/01 nach Cleveland im Bundesstaat Ohio verlegt und in Cleveland Barons umbenannt.

## Geschichte
Die kurze Geschichte der Thoroughblades begann 1996 mit der Gründung des Teams und dem Einstieg in die American Hockey League, damals neben der International Hockey League und hinter der National Hockey League die stärkste nordamerikanische Eishockeyliga. Als Besitzer des Teams fungierte die Kentucky Hockey Associates Inc. Bereits im ersten Jahr des Bestehens erreichte das Team die erste Runde der Playoffs. Dies gelang auch in den folgenden vier Jahren, wobei man in den Spielzeiten 1999/00 und 2000/01 sogar den Divisionstitel in der regulären Saison erringen konnte. Die Playoffs waren für die Thoroughblades aber nie von Erfolg gekrönt. In drei der fünf Jahre scheiterte man in der ersten Runde, wo sich zumeist die Hershey Bears als zu große Hürde erwiesen.
Während ihres Bestehens dienten die Thoroughblades als Farmteam des NHL-Teams San Jose Sharks, wodurch einige bekannte Spieler, wie zum Beispiel die späteren NHL-Awards-Gewinner Jonathan Cheechoo, Jewgeni Nabokow und Miikka Kiprusoff, Mitglieder des Teams waren. Im Jahr 2001 wurde das Team von den Besitzern der Sharks aufgekauft und nach Cleveland umgesiedelt.

## Saisonstatistik

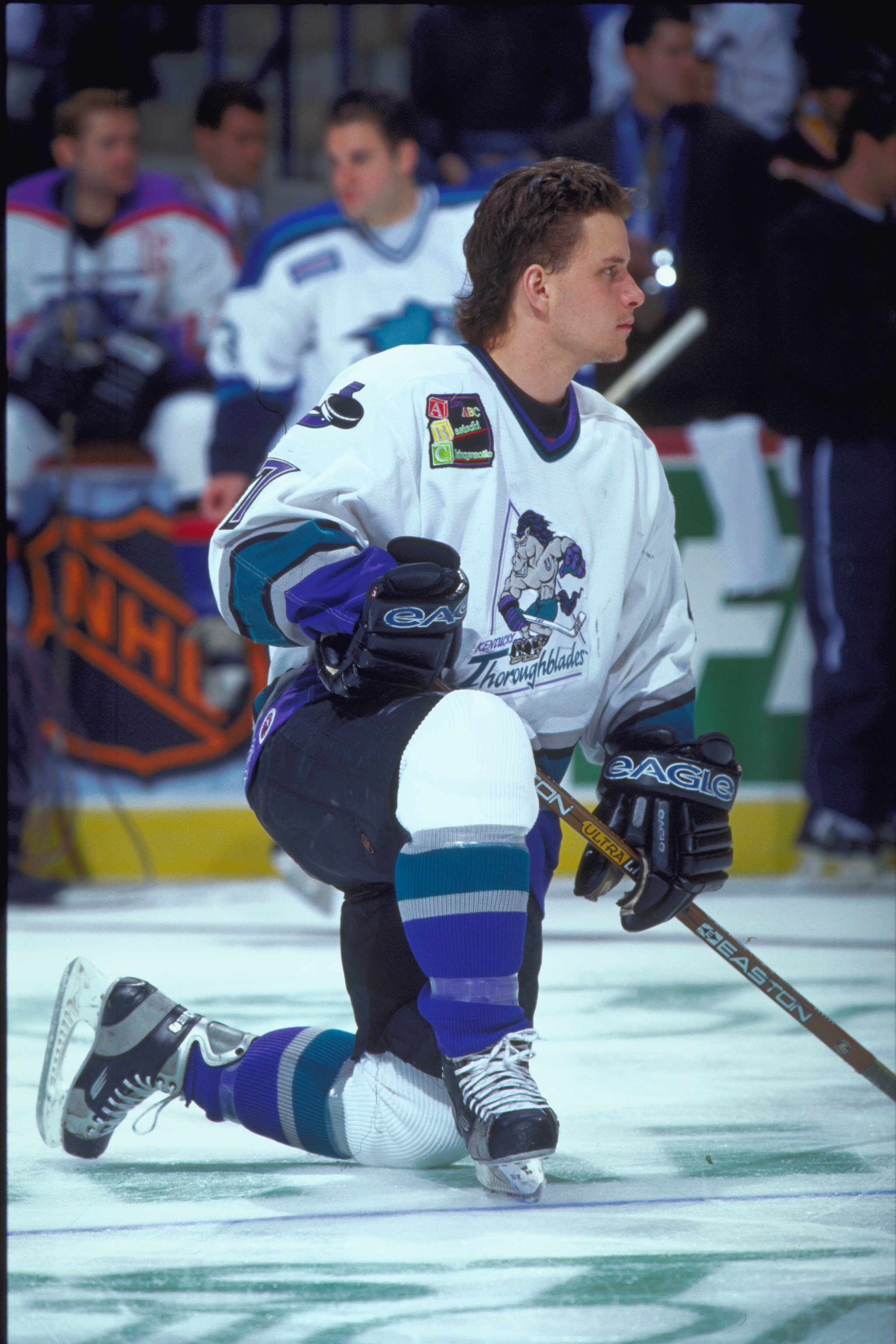
Ryan Kraft im Trikot der Thoroughblades

| Saison  | GP  | W   | L   | T  | OTL | Pts | GF   | GA   | PIM   | Platz            | Playoffs                                                                                              |
| 1996/97 | 80  | 36  | 35  | 9  | 0   | 81  | 278  | 284  | 1881  | 3., Mid-Atlantic | Niederlage im Conference Quarterfinal, 1:3 (Hershey)                                                  |
| 1997/98 | 80  | 29  | 39  | 9  | 3   | 70  | 241  | 287  | 2346  | 3., Mid-Atlantic | Niederlage im Conference Quarterfinal, 0:3 (Hershey)                                                  |
| 1998/99 | 80  | 44  | 26  | 7  | 3   | 98  | 272  | 214  | 2153  | 2., Mid-Atlantic | Sieg im Conference Quarterfinal, 3:2 (Hershey) Niederlage im Conference Semifinal, 3:4 (Philadelphia) |
| 1999/00 | 80  | 42  | 25  | 9  | 4   | 97  | 250  | 211  | 2563  | 1., Mid-Atlantic | Sieg im Conference Quarterfinal, 3:1 (Louisville) Niederlage im Conference Semifinal, 1:4 (Hershey)   |
| 2000/01 | 80  | 42  | 25  | 12 | 1   | 97  | 273  | 212  | 1970  | 1., South        | Niederlage im Conference Quarterfinal, 0:3 (Hershey)                                                  |
| Gesamt  | 400 | 193 | 150 | 46 | 11  | 443 | 1314 | 1208 | 10913 |                  | 5 Playoff-Teilnahmen 7 Serien: 2 Siege, 5 Niederlagen 31 Spiele: 11 Siege, 20 Niederlagen             |

## Vereinsrekorde
| Tore: 88, Steve Guolla Vorlagen: 132, Steve Guolla Punkte: 220, Steve Guolla Strafminuten: 692, Garrett Burnett Gewonnene Spiele eines Torhüters: 42, Jamie Ram, Miikka Kiprusoff Shutouts: 7, Jamie Ram Spiele: 247, Jarrett Deuling | Tore: 43, Jan Čaloun (1996/97) Vorlagen: 63, Steve Guolla (1997/98) Punkte: 100, Steve Guolla (1997/98) Strafminuten: 506, Garrett Burnett (1999/00) Gegentore-Schnitt: 2.24, Miikka Kiprusoff (2000/01) Gehaltene Schüsse (%): 92.6, Miikka Kiprusoff (2000/01) |

## Ehemalige Spieler
- Peter Allen
- Niklas Andersson
- Greg Andrusak
- Chris Armstrong
- Steve Bancroft
- Ken Belanger
- Alexander Boikow
- Eric Boulton
- Dan Boyle
- Matt Bradley
- Rich Brennan
- Garrett Burnett
- Shawn Burr
- Jan Čaloun
- Zdeno Chára
- Jonathan Cheechoo
- Mike Craig
- Rob Davison
- Shean Donovan
- Wade Flaherty
- Iain Fraser
- Sean Gauthier
- Steve Guolla
- Scott Hannan
- Johan Hedberg
- Shawn Heins
- Jason Holland
- Alexei Jegorow
- Miikka Kiprusoff
- Alexander Koroljuk
- Ryan Kraft
- Vlastimil Kroupa
- Filip Kuba
- Jaroslav Kudrna
- Éric Landry
- Chris Lipsett
- Chris LiPuma
- Jim Montgomery
- Jason Muzzatti
- Brantt Myhres
- Jewgeni Nabokow
- Andrei Nasarow
- Ville Peltonen
- Yves Racine
- Peter Roed
- Mikael Samuelsson
- Jarrod Skalde
- Andrei Sjusin
- Mark Smith
- Adam Spylo
- Jason Strudwick
- Andy Sutton
- Chris Tancill
- Jeff Tory
- Vesa Toskala
- Wladimir Tschebaturkin
- Herberts Vasiļjevs
- Steve Webb
- Ray Whitney
- Jason Widmer
- Miroslav Zálešák